# Gilberto González
Pour les articles homonymes, voir González.
Gilberto Carlos González Parra, né le 15 décembre 1970 à Caracas au Venezuela est un triathlète professionnel, champion panaméricain de triathlon en 1999.

## Biographie

### Jeunesse
Gilberto González après des études supérieures, obtient une maîtrise en mathématiques appliquées à l'Université des Andes (ULA), où il enseigne depuis 1996 les mathématiques. Il est Ingénieur système et possède un doctorat en mathématiques appliquées de l'Université Polytechnique de Valence (UPV).

### Carrière en triathlon
En 1999, habitant au Canada et étant licencié dans ce pays, il participe aux championnats du Canada dont il remporte le classement général en battant le premier champion olympique de la discipline Simon Whitfield.
Il remporte deux étapes de coupe du monde en 1998 (Noosa et Cancún) mais son meilleur résultat est sa victoire aux Jeux panaméricains de 1999.
Il participe aux Jeux Olympiques de 2000 à Sydney et de 2004 à Athènes, où il finit respectivement 37e et 36e. Élu deux fois meilleur sportif de l'année au Venezuela en 1998 et 1999, il est décoré du mérite sportif 
vénézuélien pour l'ensemble de sa carrière.

## Palmarès
Le tableau présente les résultats les plus significatifs (podium) obtenus sur le circuit international de triathlon depuis 1998,.
| Année | Compétition                                | Pays       | Position           | Temps           |
| ----- | ------------------------------------------ | ---------- | ------------------ | --------------- |
| 2006  | Coupe panaméricains - l'étape de Bogota    | Colombie   | Médaille d'or      | 2 h 4 min 10 s  |
| 2005  | Coupe panaméricains - l'étape de Panama    | Panama     | Médaille d'or      | 1 h 56 min 59 s |
| 2004  | Coupe panaméricains - l'étape de Rincón    | Porto Rico | Médaille d'or      | 2 h 0 min 11 s  |
| 2003  | Coupe panaméricains - l'étape de Bogota    | Colombie   | Médaille d'or      | 1 h 52 min 54 s |
| 2002  | Jeux d'Amérique centrale et des Caraïbes   | Salvador   | Médaille de bronze | 1 h 56 min 2 s  |
| 2001  | Coupe panaméricains - l'étape de Bogota    | Colombie   | Médaille d'or      | 1 h 54 min 12 s |
| 2001  | Coupe panaméricains - l'étape de Guatemala | Guatemala  | Médaille d'or      | 1 h 52 min 15 s |
| 2000  | Coupe du monde - l'étape de Corner Brook   | Canada     | Médaille de bronze | 1 h 56 min 13 s |
| 2000  | Coupe du monde - l'étape de Toronto        | Canada     | Médaille d'argent  | 1 h 45 min 56 s |
| 1999  | Championnats panaméricains                 | Canada     | Médaille d'or      | 1 h 48 min 18 s |
| 1999  | Jeux panaméricains                         | Canada     | Médaille d'or      | 1 h 48 min 18 s |
| 1999  | Championnats du Canada (scratch)           | Canada     | Médaille d'or      | 1 h 47 min 43 s |
| 1998  | Coupe du monde - l'étape de Noosa          | Australie  | Médaille d'or      | 1 h 48 min 26 s |
| 1998  | Coupe du monde - l'étape de Cancún         | Mexique    | Médaille d'or      | 1 h 54 min 44 s |